# 2 cm FlaK 30
2.0 cm FlaK 30/38 (на немски: 2,0 cm Flugzeugabwehrkanone 30/38 – 2-см зенитно оръдие образец 1930/1938 г.) са германски автоматични зенитни оръдия калибър 20 mm, разработени и произвеждани от фирмите „Рейнметал“/„Маузер“ съответно.

## История

### 2 cm FlaK 30
Зенитното автоматично оръдие 2 cm FlaK 30 е разработено от фирмата „Рейнметал“ през 1930 г. Във Вермахта оръдията започват да постъпват от 1934 г. Първото си бойно изпитание преминават в хода на гражданската война в Испания – в състава на зенитното подразделение F/88 на германския легион „Кондор“, където се показват положително благодарение на своето сравнително малко тегло, простота на устройството, и възможността за бързо разглобяване и сглобяване.
Преди началото на Втората световна война, в началото на 1939 г. на всяка пехотна дивизия на вермахт по щат се полагат 12 20-мм зенитни оръдия FlaK 30 или FlaK 38.
В хода на войната 2 cm FlaK 30 се използва като зенитно оръдие и за водене на огън по наземни цели (в т.ч. и за поражение на лекобронирана техника: леки танкове, танкетки, бронетранспортьори, бронеавтомобили и т.н.). За това в боекомплекта на оръдието освен патрон с калибрен бронебоен снаряд Pz GR 39 (маса на патрона 0,33 кг, V0 =830 м/с) има и патрон с бронебоен подкалибрен снаряд (БПС) Pz GR 40, маса на патрона 0,285 кг, маса на снаряда 0,10 кг, V0 =900 м/с.
Също така, към момента на започване на кампанията във Франция, зенитните оръдия Flak 30, вече имат сглобяеми бронещитове с дебелина 6 мм за защита на разчета на оръдието от стрелковото оръжие на противника. Щитът се сглобява от много елементи с помощта на гайки-перки и нитове, и се закрепва към станината на оръдието. Щитът на ствола (казенната част) и за наводчика са отделни и се поставят отделно от основния бронещит.
В хода на войната на Балканите през пролетта на 1941 г. немските войски започват да поставят 20-mm зенитни оръдия Flak 30/38 в каросерията на полугъсеничните буксири Sd.Kfz.10/4 (при това оръдието не е сваляно от колесния лафет, а се крепи на платформата заедно с лафета).
Оръдията се използват до края на Втората световна война.

### 2 cm FlaK 38
През 1938 г. изходя от резултатите в бойното използване в Испания фирмата „Маузер“ провежда модернизация на 2 cm FlaK 30 – модернизираният образец получава обозначението 2 cm FlaK 38 и е приет на въоръжение в немската армия.
Новата установка има същата балистика и боеприпаси, двете оръдия се поставят на еднотипни леки колесни лафети, осигуряващи в бойно положение кръгов обстрел с максимален ъгъл на възвишение 90°. Измененията в лафета са минимални – в частност за 2 cm FlaK 38 е въведена втора скорост в ръчните трансмисии за насочване. Основно всички изменения в модернизираните оръдия са насочени към увеличаване на темпа на стрелба, който нараства от 240 – 280 изстрела/минута до 420 – 480 и/м. Принципът на действие на механизмите на автомата FlaK 38 си остава същия – използване на силите на отката при къс ход на ствола. Увеличението на темпа на стрелба е достигнато за сметка на намаляване на теглото на подвижните части и увеличаване на тяхната скорост на движение, във връзка с което са въведени специални буфери амортисьори. Освен това въвеждането на копирен пространствен ускорител позволява да се съвмести отварянето на затвора с предаването върху него на кинетичната енергия.
Благодарение на своите нелоши ТТХ зенитните оръдия 2 cm FlaK 38 пораждат множество модификации за пехотните, планинските, моторизираните и танковите части на вермахта и войските на СС, с поставянето на щатните и олекотени лафети на или ЗСУ, в едностволни, сдвоени или четирицевни варианти. лафетни 20-мм зенитни установки FlaK 30 и FlaK 38 са поставяни на корабите и подводните лодки немския военноморски флот.
Към 1 юни 1941 г. в Луфтвафе се наброяват 12 310 оръдия от двата типа, а също така 2041 оръдия се намират във Вермахта.

## Описание
Зенитната установка е оборудвана с механически изчисляващ прицел. Снабдена е с противооткатно устройство и магазинно (пълнително) подаване на боеприпасите. При превозване оръдието се поставя на двуколесно ремарке и се закрепя с две скоби и свързващ щифт. Нужни са само няколко секунди, за да се отстрани щифта, след което клипсите се разхлабват и системата заедно с каретата могат да се спуснат на земята.

## Варианти и модификации

### 2 cm FlaK 30
- 2 cm FlaK 30 – буксируемо зенитно оръдие на колесен лафет за сухопътните войски;
- 2 cm FlaK C/30 – корабно зенитно оръдие на подставка-лафет C/35 (на немски: Lafette C/35);
- 2 cm KwK 30 – танково автоматично оръдие. Има променен ствол (удебелен почти по цялата дължина и с намалена дължина с 5 калибра) и много дребни изменения в конструкцията на тялото на оръдието, свързани основно с особеностите при използване на оръдията във вътрешността на танковете и бронираните машини. За използването в бронетехниката е разработен специален малък пълнител за 10 изстрела, вместо щатния за 20.
- G-Wagen I (E) leichte FlaK – зенитна установка на железопътна платформа. Производство е започнато през 1941 г., впоследствие са разработени два стандартизирани варианта: G-Wagen I (E) leichte FlaK и G-Wagen II (E) leichte FlaK. Използват се в състава на броневлаковете, а също и като подвижни зенитни батареи[10].

### 2 cm FlaK 38
- 2 cm FlaK 38 – буксируемо зенитно оръдие на колесен лафет за сухопътните войски;
- Gebirgs-FlaK 38 – зенитно оръдие за планинските части на олекотен лафет, осигуряващ транспортирането на оръдията в „насипно“ състояние;
- 2 cm FlaK C/38 – корабно зенитно оръдие;
- 2 cm FlaK-Zwilling 38 – корабна сдвоена зенитна установка;[6]
- 2 cm FlaK-Vierling 38 – четирицевна универсална зенитна установка;[7]
- 2 cm FlaK 38 на шаси Sd.Kfz. 251 – известен брой от тези машини са построени на шасито на преоборудвани бронетранспортьори Sd.Kfz. 251, те се използват в периода 1942 – 1944 г. във вермахта и луфтвафе на Източния фронт и на окупираната територия на СССР. На въоръжение не са приемани официално и за това нямат официално име;[11]
- Sd.Kfz. 251/17 – зенитна самоходна установка на шаси от бронетранспортьор Sd.Kfz. 251 Ausf. D, на която 20-мм зенитно оръдие Flak 38 е поставено в десантното отделение. Производството и бойната им употреба продължава в периода 1944 – 1945 г[12].
- Flakpanzer 38(t) – самоходна противовъздушна установка на шасси танка Pz.Kpfw.38(t)
- Flakpanzer IV „Wirbelwind“ – четирицевна зенитна самоходна установка на шасито на танк PzKpfw IV
- G-Wagen II (E) leichte FlaK – зенитна установка на железопътна платформа. Използват се в състава на бронираните влакове, а също и като подвижни зенитни батареи[10].

## Страни-експлоататори
- Трети райх – приет на въоръжение от Луфтвафе и започва да постъпва на въоръжение през 1934 г., впоследствие се използва от Вермахта и кригсмарине;
- България – през 1939 г. оръдията започват да постъпват на въоръжение в българската армия, използват се под името Флак 30 „Райнметал“ М 1934. След преминаването на България на страната на Антихитлеровата коалиция, оръдията преминават на въоръжение в Българската Народна армия и се използват в бойните действия 1944 – 1945 г. против немските войски;[13]
- Финландия – в периода 1939 – 1943 г. 163 оръдия са доставени от Германия за финската армия, използват се под името 20 ItK/30 и 20 ItK/38;[14]
- Литва – през 1939 г. 150 бр. са закупени от Германия, използват се от въоръжените сили на Литва под името 20 mm LAP;
- Италия – през 1940 г. оръдията започват да постъпват на въоръжение в италианските войски, използват се под името 20/65 Mod. 30/38

Освен това тези оръдия в достатъчно големи бройки фирмата „Рейнметалл“ експортира в Холандия и Китай.